# Neocurtimorda
Neocurtimorda is een geslacht van kevers uit de familie spartelkevers (Mordellidae).
Het geslacht is voor het eerst wetenschappelijk beschreven in 1949 door Franciscolo.

## Soorten
Het geslacht omvat de volgende soorten:
- Neocurtimorda aequatorialis Franciscolo, 1953
- Neocurtimorda belcastroi Franciscolo, 1994
- Neocurtimorda conformis Franciscolo, 1953
- Neocurtimorda convexa Franciscolo, 1950
- Neocurtimorda distrigosa Franciscolo, 1955
- Neocurtimorda hoanensis (Píc, 1941)
- Neocurtimorda lugubris (Fahraeus, 1870)
- Neocurtimorda monostigma Franciscolo, 1953
- Neocurtimorda mordelloides Franciscolo, 1953
- Neocurtimorda nakanei Franciscolo, 1953
- Neocurtimorda perpusilla Franciscolo, 1953
- Neocurtimorda picicornis Franciscolo, 1953
- Neocurtimorda rufipalpis Franciscolo, 1953
- Neocurtimorda sexmaculata Franciscolo, 1953
- Neocurtimorda touzalini (Píc, 1941)